# Aurélie Muller
Aurélie Muller (Sarreguemines, 7 giugno 1990) è una nuotatrice francese, specializzata nelle gare di fondo.

## Carriera
Dopo aver vinto nel 2006 l'oro nei 1500 metri stile libero ai mondiali giovanili e nei 400 metri stile libero ai Europei di nuoto giovanili, è passata al nuoto in acque libere disciplina in cui nel 2011 ha conquistato il bronzo nella 25 chilometri ai mondiali di nuoto 2011 disputatisi a Shanghai.
Alle Olimpiadi di Rio de Janeiro 2016 si macchia di un episodio di mancanza di fair play e viene squalificata dal comitato di gara durante la 10 km svoltasi al Forte di Copacabana: lottando per l'argento all'arrivo, affossa la nuotatrice italiana Rachele Bruni prima di toccare il tabellone che segnava la fine della gara; viene così squalificata dopo la decisione dei giudici di escluderla per comportamento scorretto, con l'argento che viene assegnato alla Bruni e il bronzo alla brasiliana Poliana Okimoto.

## Palmarès
- Mondiali

Shanghai 2011: argento nella 5 km.
Kazan 2015: oro nella 10 km.
Budapest 2017: oro nella 10 km e nella 5 km a squadre e argento nella 5 km.
Gwangju 2019: argento nella 5 km.
Budapest 2022: argento nella 5 km.
- Europei

Hoorn 2016: oro nella 10 km.
Roma 2022: bronzo nella 5 km a squadre.
- Mondiali giovanili

Rio de Janeiro 2006: oro nei 1500m sl.
- Europei giovanili

Palma di Maiorca 2006: oro nei 400m sl.

## Riconoscimenti
- LEN Award: 2015, 2017
- Open Water Swimmer of the Year: 2015, 2017